# Constitución de Honduras de 1880
La Constitución de Honduras de 1880 fue la quinta constitución vigente del país, promulgada el 1 de noviembre de 1880 en la capital Tegucigalpa. Entró en vigencia el 1 de enero de 1881.
El 5 de febrero de 1880, el entonces presidente constitucional Marco Aurelio Soto llamó a elecciones para una Asamblea Nacional Constituyente. El 2 de agosto la Secretaría de Gobernación citó a los electos en Tegucigalpa para el 1 de septiembre. 

## Asamblea Constituyente
La Asamblea inició funciones el 1 de septiembre de 1880 en Tegucigalpa. El 30 de ese mes autorizó el traspaso de la capital de Honduras de Comayagua a Tegucigalpa. Finalmente promulgó una nueva constitución el 1 de noviembre, la cual fue firmada por:
Marco Aurelio Soto, presidente de la República
Ramos Rosa, secretario de Relaciones Exteriores, Instrucción Pública y Guerra
Enrique Gutiérrez, secretario de Gobernación, Justicia y Fomento
Abelardo Zelaya, secretario de Hacienda y Crédito Público
Y los constituyentes:

| 1. Manuel Gamero              | Presidente, diputado por El Paraíso.   |
| 2. José Manuel Zelaya         | Vicepresidente, diputado por Olancho.  |
| 3. Rosendo Agüero             | Diputado por Olancho                   |
| 4. Faustino Dávila            | Diputado por Tegucigalpa               |
| 5. José Estefan Lazo          | Diputado por Tegucigalpa               |
| 6. Celeo Arias                | Diputado por Tegucigalpa               |
| 7. Lucas Calderón             | Diputado por Comayagua                 |
| 8. Rafael Alvarado            | Diputado por el La Paz                 |
| 9. Francisco Cruz             | Diputado por La Paz                    |
| 10. Francisco Fiallos         | Diputado por Gracias                   |
| 11. Rafael Villamil           | Diputado por Gracias                   |
| 12. Trinidad Ferrari          | Diputado por Gracias                   |
| 13. Victoriano Castellanos    | Diputado por Copán                     |
| 14. Constantino Guirst        | Diputado por Copán                     |
| 15. Salvador Díaz             | Diputado por Copán                     |
| 16. Manuel Sebastián López    | Diputado por Santa Bárbara             |
| 17. Jesús Manuel Gonzales     | Diputado por Santa Bárbara             |
| 18. Tranquilino Bonilla       | Diputado por el Yoro                   |
| 19. Carlos Alberto Ucles      | Diputado por Yoro                      |
| 20. Adolfo Zúñiga             | Diputado por Olancho                   |
| 21. Cornelio Moncada          | Diputado por Olancho                   |
| 22. Crescencio Gómez          | Diputado por el El Paraíso             |
| 23. Bruno Arriaga             | Diputado por El Paraíso                |
| 24. Ponciano Planas           | Diputado por Choluteca                 |
| 25. Miguel Augusto Lardizabal | Diputado por Choluteca                 |
| 26. Abel Cubero               | Diputado por Choluteca                 |
| 27. John Dacus Mc. Lean       | Diputado por Islas de la Bahía         |
| 28. Salomón Ordóñez           | Diputado por La Mosquitia              |
| 29. Luis Bogran               | Secretario, diputado por Yoro          |
| 30. Jerónimo Zelaya           | Secretario, diputado por Santa Bárbara |

## Contenido
La constitución tenía 86 artículos y estaba estructurada de la siguiente manera:
Parte primera. Declaraciones, principios, derechos y garantías fundamentales
Capítulo primero. Declaraciones y principios
Capítulo segundo. Derecho público hondureño
Capítulo tercero. Derecho público referido a los extranjeros
Capítulo cuarto. Garantías de orden y de progreso
Capítulo quinto. De la nacionalidad, de la ciudadanía y de las elecciones
Parte segunda. Departamento del Gobierno
Capítulo sexto. Del Departamento Legislativo
Sección primera. De su organización
Sección segunda. Atribuciones del Congreso
Sección tercera. De la formación, sanción, promulgación de la Ley
Capítulo séptimo. Del Departamento Ejecutivo
Sección primera. De su organización
Sección segunda. De las atribuciones del Poder Ejecutivo
Capítulo octavo. Del Departamento Judicial
Parte tercera. Del Gobierno Municipal
Capítulo noveno. Del Municipio y de las municipalidades
La constitución comienza abogando por la reinstauración de la República de Centroamérica, y definiendo al gobierno como «democrático, representativo, alternativo y responsable». Reitera garantías y derechos como el Habeas Corpus (art. 7), expresa que «el esclavo que pise el territorio hondureño queda libre» (art. 8) y declara «para siempre» abolida la confiscación (art. 11). Mantiene la división de poderes: un Ejecutivo al mando de un Presidente de la República; un Legislativo a cargo de un Congreso; y un Judicial a cargo de una Corte Suprema de Justicia conformada por 5 magistrados, más los tribunales (art. 82). 
Eran ciudadanos los mayores de veintiún años, con profesión, oficio, renta o propiedad que les aseguren la subsistencia; y los mayores de 18 que supieran leer y escribir o estuvieran casados. La ciudadanía se perdía por aceptar empleo de otro gobierno que no fuera centroamericano. Los centroamericanos que se hallasen en territorio hondureño eran considerados «hondureños por nacimiento», mientras que los hispano-americanos con domicilio en Honduras eran «hondureños naturalizados» (art. 30-34). Para establecer un municipio se requería que la población tuviera al menos 500 habitantes. 
La nueva constitución fue especialmente permisible con los extranjeros, enfatizando que estos tenían los mismos derechos civiles que los hondureños (art. 13); esto como parte de la misión reformista del gobierno de Soto de atraer extranjeros para colonizar tierras nacionales (art. 25). Los extranjeros no estaban obligados a admitir la naturalización, la cual se obtenía tras un año de vivir en el país. Este requisito no aplicaba para «los colonos», para quienes se establecieran en lugares habitados por indígenas o en tierras despobladas, para los que realizaran importantes trabajos de utilidad general, los que introdujeran valiosas fortunas al país y los que se recomendaran por invenciones o aplicaciones de gran utilidad para el país. Los extranjeros podían aspirar a cargos públicos, navegar todos los ríos y sus matrimonios eran reconocidos por el Estado mientras estuviesen legalmente celebrados. 
Con esta constitución se instaura el fuero militar y el servicio militar obligatorio, siendo «soldado del Ejército activo» todo hondureño de 18 a 35 años, y «soldado de la reserva» los mayores de 35, exceptuando por 10 años los soldados naturalizados (art. 16); y se declara que «ningún cuerpo armado puede deliberar». Se establece que la educación es laica en todos los niveles y gratuita en el nivel primario (art. 24). Se prohíbe que ministros religiosos dirijan centros de enseñanza estatales o ejerzan cargos públicos (art. 10). Además desaparecen las condicionantes económicas que existían desde la Constitución de 1848 para optar a importantes cargos públicos.
El presidente debía ser hondureño natural mayor de 30 años, su periodo era de 4 años iniciando el 1 de febrero, con posibilidad a una reelección continua —prohibida en la anterior constitución— y a una tercera elección una vez transcurridos 4 años desde el segundo mandato. Como en legislaciones anteriores, el presidente electo era declarado por el Congreso; si ningún candidato alcanzaba la mayoría absoluta, el Congreso escogía al presidente electo de entre los tres candidatos con más votos. Para ser diputado, ministro o magistrado se requería ser mayor de 25 años. No podían ser diputados quienes ejercieran ciertos cargos públicos (art. 41), y estos podían ser reelectos indefinidamente. 
Los altos funcionarios podían ser acusados ante el Congreso de «traición, concusión, dilapidación» y violación de las leyes; limitándose el «juicio político» a la deposición del empleo del acusado y a su entrega a los tribunales comunes (art. 23). Se define como sedición a la persona o personas «que asuman el título de representación del pueblo, se arrogue sus derechos, o represente en su nombre», y al estado de sitio como la suspensión de la constitución en el territorio donde éste se declarase. Y se establece que toda autoridad usurpada y toda decisión acordada por intimación de un cuerpo armado o de una reunión de pueblo es ilegal (art. 19-21). 
Las reformas a la constitución se harían mediante una Asamblea Nacional Constituyente aprobada por las dos terceras partes del Congreso, excepto si de reinstaurar la República de Centroamérica se tratase (art. 27). 